# 奧赫特爾卡區

奥赫特尔卡区在蘇梅州的位置

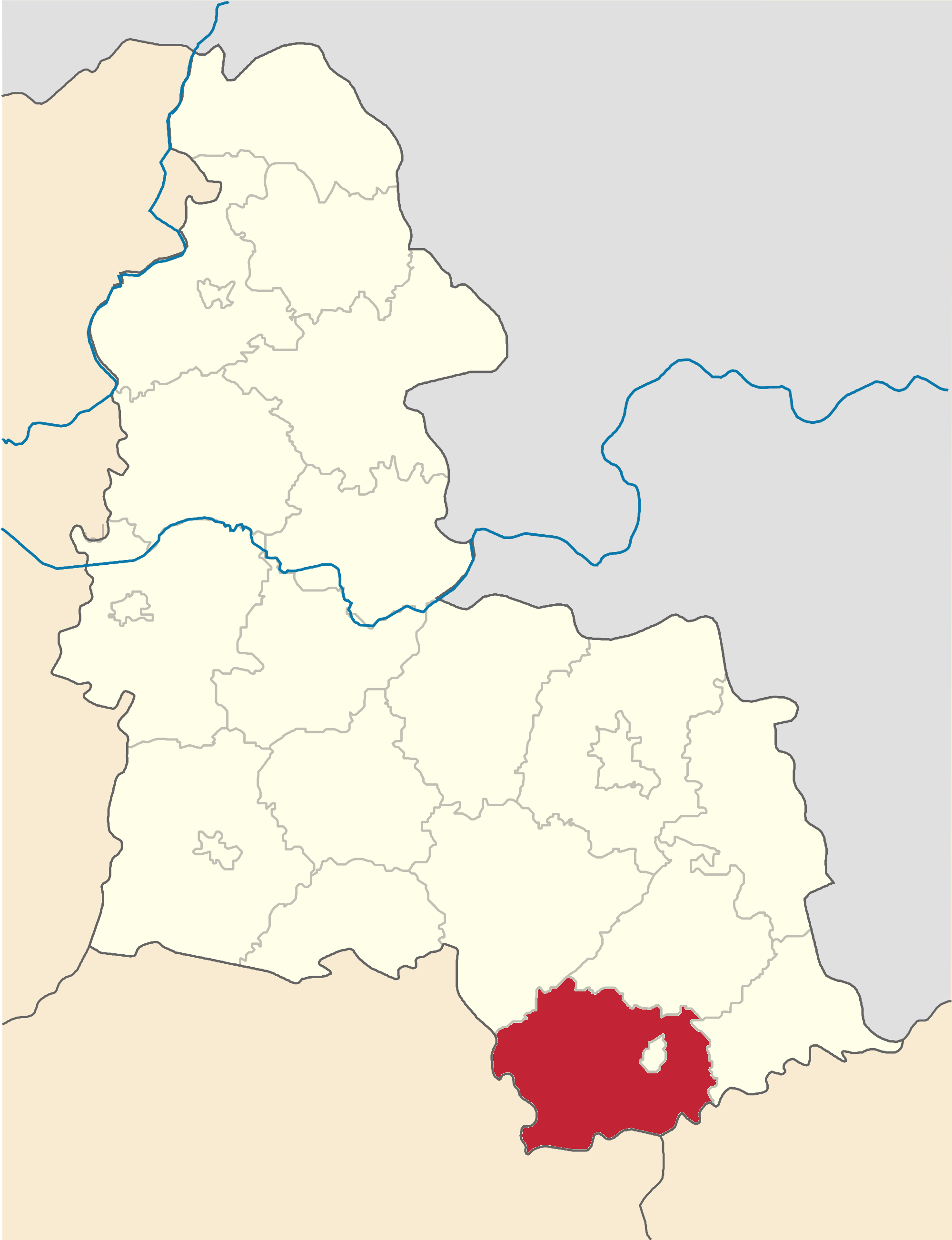
改革前奥赫特尔卡区在蘇梅州的位置

奥赫特尔卡区（烏克蘭語：Охтирський район），又按俄语名译为阿赫特爾卡區（俄语：Ахтырский район），是烏克蘭東北部蘇梅州的一個區，行政中心設於奥赫特尔卡，面積为3,195.6平方公里，2021年人口数量为122,146人。

## 历史
2020年7月18日乌克兰施行了行政区划改革，蘇梅州的区份数量减至5个，奥赫特尔卡区的面积显著扩大。改革前奥赫特尔卡区的面积为1,284平方公里，2020年人口数量为25,234人。